# Watten
Watten (regional auch Watteln oder Wattlung) ist ein Kartenspiel, das hauptsächlich in Bayern, Österreich, der Schweiz und Südtirol gespielt wird. Es wird mit 32 Karten gespielt.

## Entstehung
Der Überlieferung nach ist das Spiel in der heutigen Form in der Zeit der napoleonischen Kriege in Bayern entstanden. Damals verbrachten die miteinander verbündeten Franzosen und Bayern ihre Freizeit in den dortigen Feldlagern damit. Der Name entstand aus dem französischen Begriff va tout (letzter Trumpf).

## Spielregeln
Im Folgenden werden zunächst die Regeln der in Bayern verbreiteten Variante erklärt. Spielvarianten anderer Länder oder Regionen werden weiter unten erläutert.
An dem Spiel nehmen vier Spieler teil, wobei die Gegenübersitzenden jeweils zusammenspielen. Es wird meist mit dem Deutschen Blatt oder einer regionalen Abwandlung gespielt, wobei jeder Spielteilnehmer fünf Karten erhält. Ziel jedes Paares ist es, pro Spiel mindestens drei Stiche zu machen und damit zu gewinnen.
Die Farben des deutschen Blatts:
| Eichel | Gras / Laub | Herz | Schellen |
| ------ | ----------- | ---- | -------- |
|        |             |      |          |

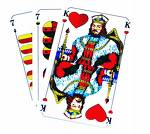
Die drei Kritischen: Spitz, Welle und Max (von links)

Die drei stichwertig höchsten Karten sind die drei Kritischen, die regional unterschiedlich auch als Kritten, Griechische oder Griechen bezeichnet werden:
- Herz-König ist die höchste Karte im Spiel und wird nach König Maximilian I. von Bayern als Max bezeichnet (auch Mäxle, Maxi, „Erdbeerschorsch“, Maxl, in Österreich Martl)
- Schellen 7 ist die zweithöchste Karte, der sogenannte Welle (auch Belli oder Belle, in Niederbayern Welli oder Wei'n und Österreich Welli)
- Eichel 7, der Spitz (auch Spitze, Seuchl, Soacher, Soach, Bsoachter, Bisi oder Bise).

Danach folgen die vier Schläge, vier Karten einer bestimmten Zahl  oder Höhe. Die nächstniedrigere Kategorie nach dem Schlag sind die Karten in der Trumpf-Farbe. Trümpfe stechen alle restlichen Karten, die nicht kritisch oder Schläge sind. Unter den Trümpfen existiert folgende Stichreihenfolge:
- Ass (Sau)
- König (Kini, Sesseldrucker)
- Ober (Saalflitzer)
- Unter (Bochramma)
- 10 (Eisenbahner, Bahner, Bahnschwellenhupfer)
- 9 (Brotzeit)
- 8 (Fensterstock)
- 7 (Notschrei)

Die Karte, die sowohl Schlag als auch Trumpf ist, nennt man Haube (auch Hauwe oder Hawe). Sie ist die vierthöchste Karte nach den Kritischen. Bei den drei restlichen Schlägen gibt es keine Stichreihenfolge, es sticht immer die zuerst gespielte Farbe.
Im Gegensatz zu vielen anderen Kartenspielen herrscht beim Watten weder Stich- noch Farbzwang. Eine Ausnahme ist das Ausspielen des Hauptschlags als erste Karte eines Spiels. In diesem Fall müssen alle Spielbeteiligten in dieser Runde der Aufforderung „Trumpf oder Kritisch“ („Kirch oda Kapejn“) nachkommen und Trumpf(farbe) zugeben (ausspielen). Wurde der Hauptschlag mit einem Kritischen gestochen, müssen die weiteren Spieler keinen Trumpf mehr ausspielen.
Hat ein Spieler alle drei Kritischen in seiner Hand, eine sogenannte Maschine, muss er seine Karten vor Spielbeginn aufdecken und gewinnt automatisch das Spiel mit 2 Punkten.

## Spielverlauf
Vor dem Austeilen der Karten werden diese gemischt und vom rechts sitzenden Spieler, vom Geber aus gesehen, abgehoben. Falls die unterste Karte des abgehobenen Stapels ein Kritischer ist, darf er diese behalten (so genanntes Schlecken). In diesem Fall darf im Gegenzug der Geber die unterste Karte des verbleibenden Stapel anschauen und einen möglichen weiteren Kritischen behalten. Im seltenen Fall eines erneuten darunterliegenden Kritischen darf der Abhebende bzw. der Geber auch diese behalten. Verzichtet der Abhebende auf sein Entnahmerecht, ist dies auch für den Geber aufgehoben. Der Abhebende kann aber auch eine Karte, die nicht kritisch ist, als Bluff entnehmen. Werden aber alle fünf Spielzüge des Spiels ausgeführt, ohne dass der Abhebende einen Kritischen vorgewiesen hat, kann dessen Team um 2 Punkte gestraft werden.
Anschließend werden im Uhrzeigersinn erst drei (sollte der Spieler bereits eine oder zwei Karten besitzen, entsprechend weniger) und dann zwei Karten gegeben und die restlichen Karten als umgedrehter Stapel, mit der eingesehenen Karte nach oben, auf den Tisch gelegt.
Der Schlag wird vom ersten Spieler nach dem Geber (Vorhand) angesagt. Der Geber sagt daraufhin die Trumpffarbe an. Vor dem Ansagen können die beiden Ansager den anderen um ein neuerliches Austeilen der Karten fragen, in der Hoffnung, bessere Karten zu erhalten – man fragt dann „Schönere“. Der jeweils andere kann darauf eingehen, und die Karten der beiden Ansager werden weggelegt und neuerdings ausgeteilt, oder er kann es verweigern und es muss mit den bereits ausgeteilten Karten angesagt werden.
Verbreitet ist die Möglichkeit der Vorhand, dem Geber Schlagwechsel (auch Schlagtausch genannt) anzubieten, den dieser annehmen oder ablehnen kann. Im ersten Fall sagt dann der Geber den Schlag, die Vorhand die Farbe an; die Vorhand spielt weiterhin aus. Bei Ablehnung bleibt alles beim Alten.
Nach dem Ansagen spielt der Spieler links vom Geber als Erster eine Karte aus, danach folgen im Uhrzeigersinn die übrigen Spieler. Der Spieler, der die höchste Karte in der Runde ausgeworfen hat, gewinnt diesen Stich und nimmt ihn zu sich. Anschließend muss dieser Spieler als Erster auswerfen, die restlichen Spieler folgen im Uhrzeigersinn. Wird ein Stich ohne Kritische, Trumpf oder Schlag, also nur mit einer höherwertigen Karte in der ausgespielten Farbe gewonnen, nennt man dies dant gestochen.
Das Paar, das als erstes drei Stiche hat, gewinnt das Spiel. Ein einfach gewonnenes Spiel erbringt zwei Punkte.
Fühlt sich eine Partei überlegen, kann sie während des Spiels die Zahl der Punkte, um die gespielt wird, um eins erhöhen (ausschaffen bzw. bieten). Die andere Partei kann dann entweder kampflos aufgeben, wobei das Spiel mit der alten Punktzahl gewertet wird, oder die Herausforderung annehmen und um die erhöhte Punktzahl weiterspielen. Das Ausschaffen darf beliebig oft wiederholt werden, aber nur abwechselnd von beiden Parteien. Durch diese Steigerungsmöglichkeit entsteht – ähnlich zum Pokern – die Möglichkeit zum Bluffen. Das Ausschaffen erfolgt mit der Frage „Gehst?“ (bzw. „Gehts?“; Rückfrage: „(Na.) Gehst du?/Gehts ihr?“) oder indem eine verdeckte (also umgedreht liegende) Karte gespielt wird. Deckt die andere Partei die Karte auf, nimmt sie die Herausforderung an.
Eine Runde ist normalerweise mit 15 Punkten gewonnen. Ab 13 Punkten ist man gespannt, das heißt, man darf nicht mehr ausschaffen. Ebenso ist man mit 14 Punkten gespannt. Jedes Spiel geht dann um drei Punkte, die gespannte Partei darf jedoch, wenn sie sich unterlegen fühlt, nach dem Ansagen von Trumpf und Schlag die Runde aufgeben (gehen), wobei die Gegner nur zwei Punkte erhalten. Die gespannte Partei wird markiert, indem ihre bisherigen Punkte auf dem Punktezettel durchgestrichen werden, daher wird sie auch als „gestrichen“ bezeichnet.
In einer Variante dürfen in dieser Situation beide Parteien nicht mehr ausschaffen; die gespannte Partei erhält für den Sieg 2 Punkte, die zurückliegende für jeden Sieg (auch bei Aufgeben der gespannten) automatisch 3 Punkte. Die gespannte Partei kann aber auch auf 4 erhöhen.
Nach Ende eines Spiels erhält (regional unterschiedlich) entweder die Gewinner- oder die Verliererpartei auf dem Punktzettel einen schwarzen Punkt, das sogenannte Bummerl bzw. eine Bohne.
Für Spielfehler wird oft eine Strafe von 3 Punkten erteilt, beispielsweise wenn ein gespannter Spieler dennoch ausschafft.
Das unbemerkte Entnehmen sogenannter Stichkarten wird ugs. als Packeln bezeichnet. In manchen Regionen ist das Packeln nicht nur erlaubt, sondern fester Bestandteil des Spiels.

### Deuten
Da die beiden Teamspieler anfangs ihre Karten gegenseitig nicht kennen, ist das Deuten (bzw. funken, mucken) selbiger durch Mimik und Gestik nicht nur erlaubt, sondern fester Bestandteil des Spiels. Dazu vereinbaren die Spielpartner vorher Geheimzeichen. Der Max oder Mattl wird üblicherweise durch Lippenspitzen, der Weli durch Zwinkern mit dem rechten Auge und der Spitz durch Zwinkern des linken Auges signalisiert. Ebenso wird mit den Fingern einer Hand angedeutet, welche Trümpfe man hat. Dabei gilt: kleiner Finger = eine Sieben, eine Acht, eine Neun oder einen Zehner der jeweils angesagten Farbe. Ringfinger = Unter, Mittelfinger = Ober, Zeigefinger = König und der Daumen bedeutet Ass/Sau. Oftmals zeigt auch die Faust an, dass man das Trumpfass hat. Linke Schulter zucken heißt Schlag, rechte Schulter bedeutet, dass der Spieler den Rechten hat. Schaut der Mitspieler nach oben, deutet er an, dass er keine Trumpfkarten hat, er ist dann „blank“. Es darf auch geredet werden, etwa wer welche Karte des Gegners stechen (oder das versuchen) soll oder was er vorspielt.
Vor dem Festlegen von Schlag und Trumpf darf nicht gedeutet werden, daher dürfen zu diesem Zeitpunkt nur Geber und Vorhand ihre Karten betrachten.
Meistens übernimmt einer der beiden Teampartner die Spielführung (für ein oder mehrere Spiele).
Wichtig ist, die Gegner dabei im Unklaren über die eigenen Karten zu lassen und gleichzeitig möglichst viel durch Beobachtung und Kombinationsgabe über deren Karten zu erfahren.
In Südtirol jedoch ist das Deuten untersagt.

### Spielvarianten für mehr bzw. weniger Spieler
Weiterhin existieren auch Varianten für zwei Spieler (die Vorhand sagt den Schlag an, der Geber den Trumpf), drei Spieler (die Vorhand hebt ab, sagt Schlag und Trumpf an und spielt gegen die beiden Gegner, die für das Spiel ein Team bilden) sowie sechs Spieler (in Südtirol 2 Teams zu je 3 Spielern).

## Regionale Unterschiede
Es gibt regional unterschiedliche Variationen des Watten, so dass es für auswärtige Spielteilnehmer ratsam ist, sich über etwaige Abweichungen zu informieren.
So werden die Karten regional unterschiedlich gegeben: entweder einzeln, in zwei Blöcken aus 3 + 2 (Bayern) oder 2 + 3 (Südtirol) Karten.

### Bayern
In Bayern wird zumeist mit 32 Karten die Kritische Variante mit Herz-König, Schellen-7 und Eichel-7 gespielt.
In einigen Regionen Bayerns wird bei der Aufforderung „Trumpf oder Kritisch“ (auch „Trumpf oder Narrisch“) auch so gespielt, dass der Schlag ebenfalls als Trumpf angesehen wird, wenn der erste Spieler nach dem ausspielenden Spieler keinen Trumpf hat. Es muss dann der Schlag zugegeben werden. (Pfeffer-Variante). Obwohl beim Watten nicht alle Karten ausgegeben werden, galt es in Bayern aus traditionellen Gründen auch dann nicht als unerlaubtes Glücksspiel, wenn um Geldeinsätze gespielt wird. Im Gegenteil, Preiswatten sind sehr beliebt und werden von den Veranstaltern stark beworben. Diese Bewertung des Wattens ist allerdings nicht mehr unumstritten, zumindest in einem Fall wurde bereits Strafanzeige wegen unerlaubten Glücksspieles gestellt.
In Franken wird im Großen und Ganzen die geschilderte bayerische Variante gespielt, jedoch mit einigen Variationen. So muss beim ersten Ausspielen des Hauptschlags von allen anderen Spielern mit einer Trumpfkarte bekannt werden, auch wenn der Hauptschlag mit einem Kritischen gestochen wird. Hierbei ist es „offiziell“ erlaubt, dass der Ausspieler seinen Partner fragt „schadd er?“ (fränkische Mundart für „schadet er?“), um zu erkunden, ob dieser Zug ihm einen wichtigen Trumpf aus der Hand zieht und damit den Spielerfolg des Paars gefährdet (z. B. wenn der Partner nur einen einzelnen, relativ hohen Trumpf in der Hand hat). Auch wird beim Ausschaffen gefragt Schub? anstelle der im allgemeinen Teil geschilderten Begriffe.

### Österreich
In Österreich, vor allem in Nordtirol, Salzburg und Oberösterreich gespielte Varianten unterscheiden sich hauptsächlich darin, dass der zweithöchste Kritische die Karte Schellen-6 (Weli) ist. In gewissen Teilen Kärntens wird auch eine vierte kritische Karte hinzugefügt: der Schellen-Unter (Bugl), der dann die höchste kritische Karte ist. Typischerweise schreibt man in Kärnten auch bis 11 Punkte an. Ab 9 Punkten ist man „gsponnt“ (gespannt) oder "kronk" (krank) und darf keine Ansage (Wette) mehr machen, da 2 Punkte (Minimum-Wette bei einem Spiel) für den Spielsieg sorgen. Falls dies doch passieren sollte, schreibt die gegnerische Mannschaft. Vielerorts in Kärnten werden auch so genannte „Watter-Turniere“ gespielt, wo in den Talschaften unterschiedliche Varianten, meist aber Kritisch oder Unkritisch – Viererwatten, um Sachpreise gegen Nenngeld gespielt wird. Nachkaufen ist oft auch möglich. Meistens allerdings, wie auch bei regionalen und landesweiten Turnieren, wird eine Unkritische Variante gespielt, in der nur Schläge und Trümpfe hervorgehobene Stichkraft besitzen. Praktisch unschlagbare Karten werden die Rechten (z. B.: Hauptschlag + weiterer Schlag: zwei Rechte) und nur vom Hauptschlag schlagbare Karten die Linken (z. B.: drei Schläge + Trumpfsau: vier Linke; zwei Schläge + Trumpfsau: drei falsche Linke) genannt.
In Nordtirol wird zudem, wie auch in Südtirol, häufig mit einem Guaten als höchste Karte und seltener mit einem Beasn (die Karte genau unter dem Rechten) als zweithöchste gespielt. Ferner ist in Nordtirol das Vierer-Ladinern sehr beliebt.

### Südtirol
In Südtirol wird fast ausschließlich die unkritische Variante mit 33 Karten gespielt.
Jeder Spieler erhält 5 Karten (außer beim Sechserwatten, da erhält jeder 3 von 33 Karten). Dabei ist die Karte, die einen Schlag höher ist als der angesagte Schlag (in der angesagten Farbe), die beste Karte (z. B. wenn Herz-8 angesagt wurde, ist die Herz-9 die beste Karte; sollte die Sau (die in Südtirol aber großteils nur als Ass bekannt ist) angesagt worden sein, so ist es dementsprechend die 7 in derselben Farbe). Sie wird als der Guate bezeichnet. Danach folgen wie in Österreich der Hauptschlag (der Rechte genannt) und die Blinden (die Schläge in den anderen Farben). Ein weiterer Unterschied liegt in der Bedeutung des Welis. Dieser gilt manchmal generell als der kleinste Trumpf, meist gilt er aber als Schell-6, wobei aber trotzdem ohne die Sechser in den anderen Farben gespielt wird. Wird der Weli als Schlag angesagt, gibt es keine Blinden: nach dem Weli als beste Karte folgen die Trumpfkarten in absteigender Reihenfolge. Je nach Ortschaft ist es unterschiedlich, ob es beim Weli einen Guaten gibt oder nicht, sowie ob von der Schell-Ass der Weli oder die Schell-Sieben der Guate ist. Wird mit Spielern aus unterschiedlichen Ortschaften gespielt, empfiehlt es sich stets, diese zwei Dinge vorab festzulegen.
Farbzwang besteht immer dann, wenn Trumpf ausgeworfen wird. Die restlichen Spieler dieser Runde müssen dann, sofern sie ein Trumpfkarte besitzen, entweder Stechen (mit Schlag, Guaten oder Trumpf) oder einen niedrigeren Trumpf zugeben. Ausnahmen bilden lediglich der Rechte und die Guaten. Die gelten zwar als Trumpf, unterliegen selbst aber keinem Farbzwang.
In Südtirol gibt es die Möglichkeit, anstatt vor dem Geben abzuheben mit der Faust auf das Kartenpäckchen zu schlagen. In diesem Fall werden jedem Spieler alle 5 Karten in einem Mal oder einzeln ausgegeben, anstatt jeweils 2 und 3 Karten, wie normal üblich.
Generell wird in Südtirol bis 15 oder bis 18 Punkte gespielt (selten auch bis 11 oder bis 21 Punkte). In den Dörfern Kurtatsch und Tramin wird traditionellerweise gegen den Uhrzeigersinn gespielt. Im Grödner Tal wird meistens mit dem Super-Guaten bis 11 Punkte gespielt. Diese Karte liegt einen Schlag über dem Guaten. Wenn z. B. Schell-Ass der Rechte ist, dann ist die Schell-7 der Guate und der Schell-8er der Super-Guate. In den ladinischen Tälern gibt es eigene Bezeichnungen sowohl für das Spiel als auch für die einzelnen Karten und Farben.
Von einem aufgelegten Spiel spricht man, wenn ein Spieler Rechten, Guaten und zumindest einen Blinden in der Hand hält, das Spiel also praktisch nicht verlieren kann. Das so genannte Müllerspiel wird dann gespielt, wenn derjenige Spieler, der den Schlag bestimmt, den Guaten und zwei Blinde in der Hand hält, nicht aber den Rechten.
Am Anfang des Spiels wählt man jemanden aus, der die Punkte mitschreibt. Der Schreiber zeichnet auf ein Blatt Papier eine zweispaltige Tabelle und schreibt die Zahl hin, bis zu der gespielt wird (15 oder 18), und zwar so, dass links der Einser und rechts der Fünfer oder Achter steht. Die Mannschaft des Schreibers bekommt ihre Punkte immer auf der rechten Seite geschrieben, die Gegnermannschaft auf der linken.
Des Weiteren wird zwischen offen und Blindwatten unterschieden.
- Beim offen Watten wird der Schlag und Trumpf von den Ansagern laut angesagt und anschließend schauen sich die Teamspieler gegenseitig ihre Karten an.
- Beim Blindwatten hingegen werden Schlag und Trumpf, vor den Teamspielern versteckt, durch gleichzeitiges Zeigen einer Karte angesagt.

Im Gegensatz zum 'Latinern' steht es den Ansagern frei, die für sie am günstigsten erscheinende Karte zu benutzen. Die Teamspieler müssen anhand des Spielverlaufs den angesagten Schlag und Trumpf erraten und sind von jeglichem Farbzwang befreit. Durch diese Unbekannte erhält das Spiel eine erhöhte taktische Komponente, da der Gewinn nicht mehr alleine von den Karten und guten Ansagen abhängt, sondern auch vom Spielverlauf und vom Geschick und Können der Teamspieler. Diese Variante ermöglicht es mit einem aufgelegten Spiel trotzdem zu verlieren.
In Südtirol werden häufig Preiswatten ausgetragen, bei denen aus rechtlichen Gründen nicht Geld, sondern Sachpreise vergeben werden. Der Erlös dieser Veranstaltungen kommt in der Regel einem guten Zweck zu. Beim Preiswatten können unterschiedliche Regeln gelten, es wird aber generell offen (nicht blind) und unkritisch gespielt.

## Verwandte Kartenspiele

### Einfach-Kritisches Watten
Diese Spielvariante ist eine Erweiterung des Kritischen Wattens und wird oft mit Blindem (auch Ladinischem) Watten kombiniert, weshalb sie meist mit 4 Spielern zu je 2 Teams gespielt wird. Sie wird hauptsächlich in Österreich gespielt, wo auch ihr Ursprung liegt. Es wird im Gegensatz zum üblichen Kritischen Watten mit 34 Doppeldeutschen (ohne Herz- und Eichel-6er) Spielkarten gespielt.
Zu den 3 „Kriten“: Herz-König („Moscht“), Schelle-6er („Weli“) und Eichel-7er („Spitz“), kommen in dieser Variante die 3 „Einfachen“ („Oafochn“) dazu:
- Laub-8er („Flocher“): Diese Karte sticht den Spitz, wenn dieser aber am Ende des Stiches nicht in der Mitte liegt, gelten ihre normalen Werte.
- Laub-Unter („Blöder“): Diese Karte funktioniert ähnlich wie der Floche, nur sticht sie den Moscht, wenn dieser aber am Ende des Stiches nicht in der Mitte liegt, gelten ebenso ihre normalen Werte.
- Laub-6er („Raach“): Diese Karte sticht die beiden Einfachen. Wenn keine dieser am Ende des Stiches in der Mitte liegt, gelten seine normalen Werte. Zur Vereinfachung kann der Laub 6er auch weggelassen werden.

Würden theoretisch alle Kriten und Einfachen  in einer Runde gespielt werden wäre die Rangordnung wie folgt:
Raach; Blöder; Moscht; Weli; Flocher; Spitz; (Der Raach ist hier der Beste und der Spitz ist der Schlechteste)
So könnte im Einfach-Kritischen Watten folgender Fall eintreten: Ein Herz-König wird gespielt und von einem Laub-Unter gestochen. Dieser kann dann wieder von einem Laub-6er gestochen werden.
Wenn ein Spieler alle drei Einfachen auf der Hand hat, muss er dies bekannt geben. Dieses Team erhält dann einen Punkt und das Spiel geht weiter.

### Böhmisch Watten
Eine Besonderheit ist die Spielvariante Böhmisch Watten oder Hudln. Hier ist die Mitspielerzahl nicht beschränkt, da es keine Teams gibt und jeder nur für sich alleine spielt. Die größten Unterschiede zum gewöhnlichen Watten sind der Farbzwang (d. h., auch wenn man eine höhere Karte hat, mit der man stechen könnte, darf man diese nicht spielen, falls man Karten in der ausgespielten Farbe besitzt) und die Pflicht zu stechen (d. h., wann immer man eine höhere Karte legen kann, muss man dies auch). Die Trumpffarbe und der Trumpfschlag werden nicht durch Ansagen, sondern durch Aufdecken einer Karte beim Geben bestimmt, die dann der Geber erhält. Diese Karte wird zwischen dem Geben der beiden Blöcke von je drei bzw. zwei Karten aufgedeckt.
Nachdem gegeben wurde darf jeder Spieler bis zu drei Karten tauschen, der Geber darf aber nur 2 neue Karten erhalten, da er die Anfangs aufgedeckte Trumpfkarte auch noch behalten darf.
Auch die Punktevergabe unterscheidet sich vom normalen Watten: Jeder Spieler fängt mit einem Punktestand von 20 Punkten an, Ziel des Spiels ist es, Null Punkte zu erreichen. Für jeden gemachten Stich wird ein Punkt vom Punktestand abgezogen, macht man in einem Spiel keinen Stich, werden 5 Strafpunkte dazuaddiert. Wird Herz als Trumpffarbe aufgedeckt zählen die Punkte doppelt, also −2 Punkte je Stich bzw. +10 Punkte bei keinem Stich, und man darf das Spiel nicht verlassen, was bei anderen Farben möglich ist. Hat ein Spieler in einem Spiel mehr Stiche gemacht, als er noch Punkte hatte, wird der Unterschied zum ursprünglichen Punktestand addiert – in manchen Regionen muss die Punktzahl jedoch nicht exakt erreicht werden und das Spiel kann mit Minus-Punkte beendet werden.

### Blindwatten

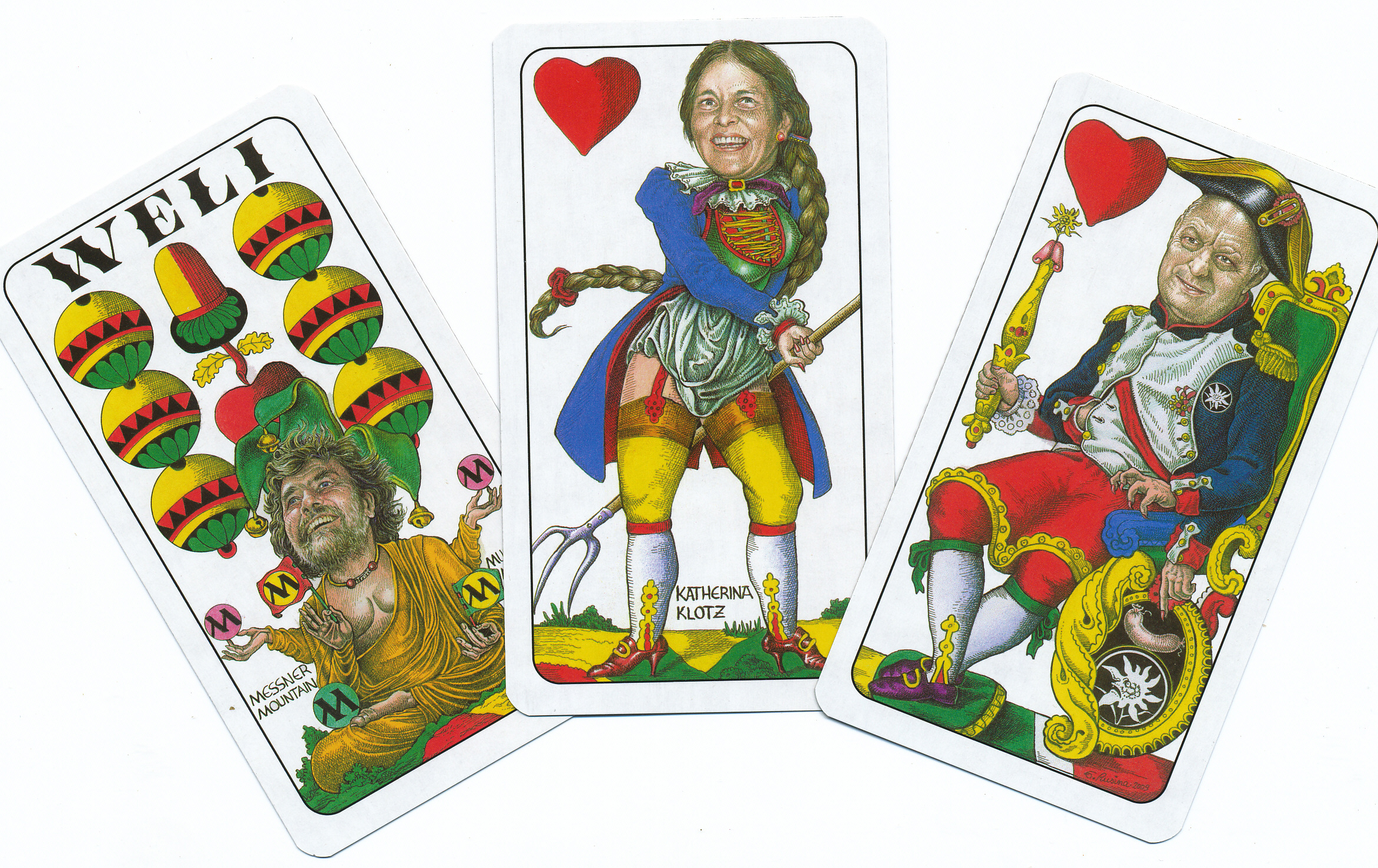
Karten des Künstlers Egon Rusina mit Südtiroler Prominenz: Reinhold Messner, Eva Klotz und Luis Durnwalder.

In der Südtiroler Variante Blindwatten (auch ladinisch Watten, Latinern) ist sowohl das Deuten, als auch das Besprechen der Spieltaktik nicht erlaubt. Dies erhöht die Schwierigkeit des Spiels erheblich, da die beiden Mitspieler, die nicht angesagt haben, erst selbst durch Beobachtung erraten oder herausfinden müssen, was angesagt wurde.
Ein weiterer Unterschied der Variante aus Südtirol besteht darin, dass für diejenigen Spieler, die angesagt haben, Farbzwang besteht, sollten ein Trumpf, der Rechte oder der Guate ausgeworfen werden, d. h., sie müssen, sofern sie einen Trumpf haben, diesen zugeben (der Rechte und der Guate müssen nicht zugegeben werden). Alternativ können sie auch mit einer besseren Karte stechen.
Trumpf und Schlag werden beim Blindwatten folgendermaßen festgelegt: Nach dem Geben zeigen sich der Kartengeber sowie der links von ihm sitzende Spieler gegenseitig jeweils die zu unterst liegende Karte. Im Gegensatz zum Blindwatten dürfen beim Latinern die Karten nicht vorher sortiert werden, um eine Manipulation der untersten Karte auszuschließen. Die Farbe der untersten Karte des Kartengebers legt für diese Runde die Trumpffarbe fest. Der Wert der untersten Karte des links von ihm sitzenden Spielers legt den Schlag fest. Nach dem gegenseitigen Kartenzeigen kennt also jeweils ein Spieler jeden Teams die Trumpffarbe und den Schlag, die anderen beiden Spieler müssen diese beiden Informationen im Laufe des Spiels aus dem Spielverlauf schließen bzw. erraten. Erst nach dem Ende der Runde wird – wenn dann noch notwendig – die Auflösung der Trumpf-Farb-Information bekanntgegeben.
Sind alle vier Karten auf dem Tisch, entscheiden der Kartengeber sowie der Spieler links von ihm anhand ihres Wissens über die Trumpffarbe und den Schlag, welcher Spieler den Stich bekommt.
Anhand der Angaben, welcher Stich mit welcher Karte von wem gewonnen wird, müssen die beiden „unwissenden“ Spieler versuchen, die Trumpffarbe sowie den Schlag herauszufinden. Da sie dies meist erst nach 2 bis 3 Stichen schaffen, ist eine Einschätzung der Stärke ihres Blattes zu Spielanfang kaum möglich, da man aus dieser Position nicht weiß, ob – und wenn ja – über wie viele Trümpfe und Schläge man verfügt.
Um das Mitdenken der beiden anfangs „unwissenden“ Spieler ein wenig zu erleichtern, hat es sich bewährt, den jeweils zuletzt gespielten Stich nach dem Bekanntgeben des Gewinners des Stiches offen zur Seite zu legen. Dadurch ist es einfacher, per Ausschlussverfahren die mögliche Trumpffarbe und den Schlag zu ermitteln. Nachdem der nächste Stich komplett ist, wird dann der alte Stich umgedreht und darf danach nicht mehr eingesehen werden.
Eine Partei verliert sofort das aktuelle Spiel, wenn einer von beiden Spielern Aussagen macht oder Hinweise gibt, die auf den Trumpf oder den Schlag hindeuten.

### Variante von 20 ab
Das Kartenspiel 20 ab wird in Franken zum Teil in einer vom Watten beeinflussten Variante gespielt, in der die Kritischen die höchsten Karten sind und die Prozedur des Schleckens vor dem Geben ebenfalls wie beim Watten erfolgt.

## Verschiedenes
- Watten heißt eine Prosaerzählung des österreichischen Autors Thomas Bernhard (erschienen 1969, ISBN 3-518-39320-0).
- Im Jahr 1997 erschienen vom Südtiroler Maler Egon Moroder Rusina neu gezeichnete Watten-Spielkarten mit Südtiroler Prominenz in 30.000 Exemplaren. Eine weitere Watten-Spielkartenserie Prominente Frauen gezeichnet vom selben Künstler erschien im Jahr 2002. 2009 erschien die dritte Reihe von Watten-Karten gezeichnet vom Maler Egon Rusina mit Karikaturen von Südtiroler Politikern und Prominenz (beispielsweise Reinhold Messner, Silvio Berlusconi und Benedikt XVI.). 2009 erschienen in Südtirol die „Andreas Hofer-Watten-Karten“ mit Darstellungen von historisch relevanten Persönlichkeiten.